# Xiphocentron piscicaudum
Xiphocentron piscicaudum är en nattsländeart som beskrevs av Oliver S. Flint Jr. 1996. Xiphocentron piscicaudum ingår i släktet Xiphocentron och familjen Xiphocentronidae. Inga underarter finns listade i Catalogue of Life.